# Rustem Umiérov
Rustem Envérovich Umiérov (en ucraniano: Рустем Енверович Умєров, en tártaro de Crimea: Rüstem Enver oğlu Ümerov; nacido el 19 de abril de 1982) es un político, empresario, inversor y filántropo ucraniano de origen tártaro de Crimea. Es jefe adjunto de la delegación permanente ante la Asamblea Parlamentaria del Consejo de Europa, delegado del Qurultay del Pueblo Tártaro de Crimea y asesor del antiguo presidente del Mejlis del Pueblo Tártaro de Crimea, Mustafá Dzhemílev. Desde diciembre de 2020, Umiérov copreside la iniciativa diplomática Plataforma de Crimea.
En septiembre de 2023, el presidente ucraniano Volodímir Zelenski nombró a Umierov para reemplazar a Oleksii Réznikov como ministro de Defensa de Ucrania.
El 6 de septiembre de 2023, la Rada Suprema de Ucrania aprobó a Umiérov como nuevo Ministro de Defensa de Ucrania con 338 votos a favor.

## Vida personal
Umiérov nació en 1982 en Bulung'ur, Samarcanda, en la República Socialista Soviética de Uzbekistán, en una familia musulmana tártara de Crimea de Alushta, en la península de Crimea, entonces parte de la República Socialista Soviética de Ucrania. Su padre, Enver Umiérov, era ingeniero tecnólogo; su madre, Meryem Umiérova, era ingeniera química.
El 18 de mayo de 1944, la familia de Umiérov fue deportada por el gobierno soviético junto con el pueblo tártaro de Crimea de su tierra natal a la República Socialista Soviética de Uzbekistán. En 2015, la Rada Suprema reconoció esta deportación como genocidio. Después de 50 años de exilio y el comienzo de la repatriación de los tártaros de Crimea a finales de los 80 y principios de los 90, la familia Umiérov regresó a su tierra natal.
Mientras asistía a la escuela secundaria, Umiérov participó en el programa Future Leaders Exchange financiado por el Departamento de Estado de EE. UU. Como estudiante de intercambio, vivió con una familia anfitriona y asistió a una escuela estadounidense durante un año académico.
Umiérov recibió una licenciatura en economía y una maestría en finanzas de la Academia Nacional de Administración.

## Carrera
En 2013, con Aslar Omer, Umiérov fundó la sociedad de inversión ASTEM y su Fundación ASTEM. ASTEM gestiona inversiones en los campos de las telecomunicaciones, la tecnología de la información y la infraestructura, principalmente torres de comunicación y redes de fibra óptica.
La fundación financió el programa de Líderes Emergentes Ucranianos de la Universidad de Stanford.
Desde 2019, Umiérov es diputado popular de Ucrania por el partido político Holos. En septiembre de 2022, la Rada Suprema lo nombró director del Fondo de Propiedad Estatal de Ucrania.
Es el Comisionado del Consejo Asesor del Presidente para la Interacción de Ucrania con los Estados árabes y musulmanes. Forma parte del equipo de negociación de Ucrania con Rusia desde febrero de 2022.
El 3 de septiembre de 2023, Umiérov fue nominado por el presidente ucraniano Volodímir Zelenski para reemplazar a Oleksii Réznikov como Ministro de Defensa de Ucrania.

## Actividad política
En las elecciones parlamentarias ucranianas de julio de 2019, Umiérov fue elegido diputado popular de Ucrania por el partido Holos. Es coautor de casi 100 proyectos de ley, redactó una declaración de la Rada Suprema sobre la ilegitimidad del voto de Rusia sobre las enmiendas a la anexión de Crimea por parte de la Federación Rusa, y presentó un proyecto de ley sobre la abolición de Crimea zona económica libre.
Umiérov ayudó a encabezar la construcción de 1.000 apartamentos para los tártaros de Crimea desplazados internamente y otros ciudadanos ucranianos con el apoyo de Turquía. A principios de abril de 2021, Zelenski y el presidente turco, Recep Tayyip Erdoğan, acordaron comenzar a construir los apartamentos. El Ministro ucraniano de Reintegración de los Territorios Temporalmente Ocupados, Oleksii Réznikov, y el ministro turco de Medio Ambiente, Urbanización y Cambio Climático, Murat Kurum, firmaron un acuerdo en el que Turquía construiría 500 apartamentos: 200 en Mykoláiv, 200 en Jersón y 100 en Kiev. Umiérov afirmó que Ucrania no suministraría agua a Crimea mientras continuara la ocupación rusa. Como Rusia ha violado el derecho internacional, es responsable de las necesidades humanitarias del pueblo de Crimea.
En mayo de 2020, fue coautor de un proyecto de ley sobre el pago de facturas hospitalarias a los médicos a causa del COVID-19, independientemente de la duración del servicio y al 100 por ciento del salario medio. En septiembre de 2020, Umiérov y otros diputados iniciaron una resolución sobre la redistribución del dinero del Fondo de Lucha contra el COVID-19 para garantizar una educación segura durante la cuarentena.
Fue coautor de un proyecto de ley que establece un procedimiento para reconocer a los apátridas. La ley, que permite a dichas personas permanecer legalmente en Ucrania y obtener un documento que certifique su identidad y estatus, entró en vigor el 18 de julio de 2020. Umiérov colaboró en un proyecto de ley que exime a los desplazados internos del impuesto turístico por vivir en alojamientos temporales que se convirtió en ley el 12 de octubre de 2020.

### Fondo de Bienestar Nacional de Crimea
Umiérov es cofundador y miembro de la junta directiva del Fondo Nacional de Bienestar de Crimea. Entre los proyectos del fondo se encuentra la construcción de un complejo cultural y educativo tártaro de Crimea en Kiev con apoyo turco. El complejo será un centro público, cultural, social, educativo y espiritual para los tártaros de Crimea y los musulmanes ucranianos. Están previstas una mezquita y un centro espiritual, un centro etnográfico con un museo nacional y una sala de conferencias, escuelas, restaurantes y una zona de recreo.

### Negociaciones de paz y presunto envenenamiento
Umiérov estuvo presente en las negociaciones de paz entre Rusia y Ucrania de marzo de 2022 después de la invasión rusa de Ucrania. Según el sitio web Meduza, el Kremlin acusó a Umiérov de espiar para Estados Unidos y de prolongar deliberadamente las negociaciones en beneficio de Ucrania. El 28 de marzo, se informó que Umiérov, el multimillonario ruso Román Abramóvich y otro legislador desarrollaron síntomas compatibles con el envenenamiento después del evento, incluidos "ojos rojos, lagrimeo constante y doloroso y descamación de la piel en manos y caras". Los tres negociadores volaron a Estambul para recibir atención médica. Umiérov declaró más tarde que estaba "bien" y pidió a la gente que no confiara en la "información no verificada".

### Futuro ministro de defensa
El 3 de septiembre de 2023, Zelenski anunció que planeaba reemplazar al actual ministro de Defensa, Oleksii Réznikov, por Umiérov.

## Premios y honores
- Ucrania:
  -  Orden del mérito, Terca clase (23 de agosto de 2021)[31]